# Station London Paddington
Paddington, officieel bekend als London Paddington, is een van de Londense "main line stations". Het werd in 1854 gebouwd voor de toenmalige Great Western Railway (GWR), naar een ontwerp van Isambard Kingdom Brunel en Matthew Digby Wyatt. Het station genoemd naar de naburige wijk Paddington is het vertrekpunt voor bestemmingen in het westen en zuidwesten van Engeland en Zuid-Wales als Swindon, Bristol, Bath, Newport, Cardiff en Swansea via de Great Western Main Line, met een andere hoofdlijn naar Taunton, Exeter, Plymouth, Truro en Penzance. Vanuit Londen, met de trein bestemming Swansea en aansluitend met andere treinen naar Fishguard en via de Stena Line veerboot naar Rosslare, en vervolgens per trein naar Dublin.

## Geschiedenis
Het National Rail station heet officieel London Paddington, een naam die vaak buiten Londen wordt gebruikt, maar zelden door Londenaren, die het gewoon Paddington noemen, zoals op de kaart van de Londense metro. Hetzelfde geldt, op London Bridge na, voor alle grote Londense stations. Delen van het station, waaronder de perronhal, dateren uit 1854, toen het werd gebouwd door Isambard Kingdom Brunel als het Londense eindpunt voor de Great Western Railway (GWR). Het is een van de elf stations in Londen die worden beheerd door Network Rail. Een groot deel van het hoofdstation dateert uit 1854 en is ontworpen door Isambard Kingdom Brunel. Paddington werd voor het eerst bediend door Londense metro's in 1863, als het oorspronkelijke westelijke eindpunt van de Metropolitan Railway, 's werelds eerste ondergrondse spoorweg. In de 20e eeuw begonnen voorstedelijke en forensendiensten met diensten op Paddington toen de stad steeds verder naar het westen groeide. Ondanks de vele aanpassingen en verbouwingen, alsmede de schade tijdens de Tweede Wereldoorlog, is het oorspronkelijke ontwerp van Brunel nog steeds herkenbaar.

### Great Western Railway
Na verschillende valse starts kondigde Brunel op 30 juli 1833 de aanleg aan van een spoorlijn van Bristol naar Londen. Dit werd de GWR en hij wilde de dit de beste spoorweg van het land maken. Aanvankelijk wilde de GWR Euston gebruiken als haar Londense eindpunt, omdat ze daarmee in het station een deel van het spoor van de London and Birmingham Railway te gebruiken en daarmee kosten zou besparen. Dit werd in 1835 goedgekeurd door de overheid, maar Brunel verwierp het idee als een langetermijnoplossing omdat hij bang was dat Liverpool ook als haven met Bristol zou kunnen concurreren als de spoorlijn vanuit Birmingham zou worden verlengd. Het eerste station was een tijdelijk eindpunt aan de westkant van Bishop's Bridge Road dat op 4 juni 1838 werd geopend. De eerste rit van de GWR van Londen naar Taplow, bij Maidenhead, vertrok in 1838 uit Paddington. Brunel nam geen genoegen met minder dan een groots gebouw voor de GWR en hij kreeg hiervoor toestemming in februari 1853. Na de oplevering van het hoofdstation deed het tijdelijke eindpunt vervolgens dienst als goederenoverslag.

#### Station Paddington in het Victoriaanse tijdperk

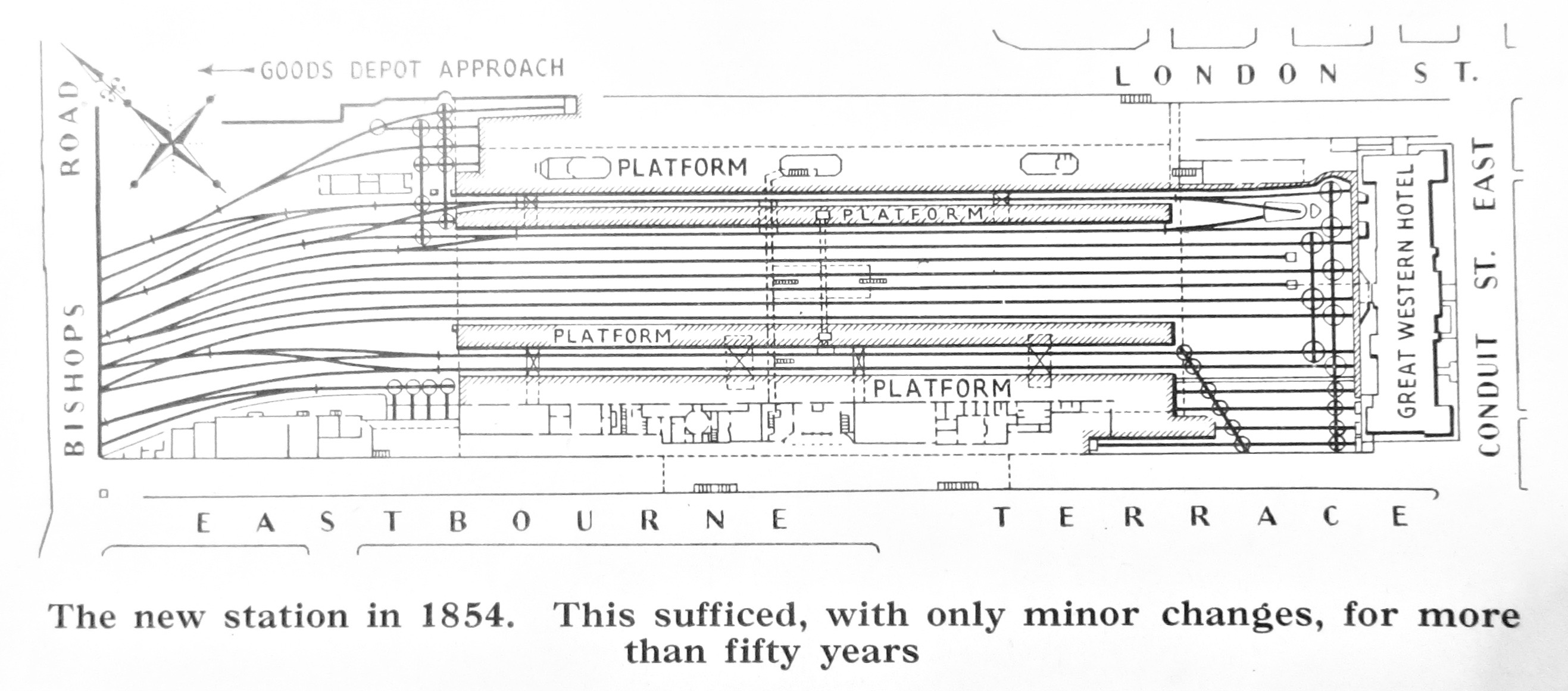
Paddington in 1854

Het hoofdstation tussen Bishop's Bridge Road en Praed Street werd ontworpen door Brunel, die in zijn nopjes was dat hij de mogelijkheid kreeg om zelf een station te ontwerpen, hoewel zijn compagnon Matthew Digby Wyatt een groot deel van de architectonische details voor zijn rekening nam. Hij werd geïnspireerd door het Crystal Palace van Joseph Paxton en München Hauptbahnhof. De glazen stationskap wordt gedragen door smeedijzeren bogen in drie overspanningen van respectievelijk 21 m, 31 m en 21 m. De kap is 210 meter lang en kent twee dwarsschepen tussen de overspanningen. Algemeen wordt aangenomen dat Brunel dit gedaan heeft om met rolbruggen rijtuigen tussen de hallen te verplaatsen. Oorspronkelijke documenten en foto's ondersteunen dit echter niet zodat het doel niet vaststaat. Aanvankelijk kende het station vier perrons, een van 8,2 m breed en een van 7,47 m breed voor vetrekkende reizigers, een van 6,4 m breed voor aankomende reizigers en een 14 m breed gecombineerd perron met aan een zijde de aankomende treinen en aan de andere de taxistandplaats. Op de kop van de sporen lagen 19 keerpunten voor rijtuigen. De eerste rit van de GWR uit het nieuwe station vond plaats op 16 januari 1854, hoewel de stationskap toen nog niet voltooid was en nog geen aankomende treinen werden afgehandeld. De officiële opening vond plaats op 29 mei 1854 en het tijdelijke stationsgebouw werd het jaar daarop gesloopt. Paddington werd een belangrijk melkdepot tegen het einde van de 19e eeuw. In 1881 werd een melkoverslag gebouwd en in de 20e eeuw werden er dagelijks meer dan 3.000 karnen op het station verwerkt. Ook andere goederen zoals vlees, vis, paarden en bloemen werden via Paddington vervoerd. Het belangrijkste vertrekperron werd in 1908 verlengd en gebruikt voor melk en postpakketten.

#### Great Western Hotel
Het Great Western Hotel (nu het Hilton London Paddington) werd tussen 1851 en 1854 gebouwd aan Praed Street pal voor het station. Architect Philip Charles Hardwick, zoon van de ontwerper van de Euston Arch, kwam met een ontwerp in de stijl van een Frans chateau. Het werd geopend op 9 juni 1854 met 103 slaapkamers en 15 zitkamers. Iedere hoek kreeg een toren met twee verdiepingen boven de vijf van het hoofdgebouw. Het hotel werd tot 1896 uitgebaat door een consortium van aandeelhouders van de GWR en het personeel, daarna werd het hotel door GWR zelf beheerd.

### Uitbreiding
Paddington's capaciteit werd verdubbeld tot vier sporen in de jaren 1870. De viersporigheid werd voltooid tot Westbourne Park op 30 oktober 1871, Slough in juni 1879 en Maidenhead in september 1884. Een extra perron (later nr. 9) werd geopend in juni 1878, terwijl twee nieuwe vertrekperrons (later nrs. 4 en 5) werden toegevoegd in 1885. Een van de sporen tussen wat nu perron 5 en 7 is, werd verwijderd, zodat de laatste naar een meer zuidelijke positie kon worden verplaatst. Afgezien van het werk van juni 1878, bleef de oorspronkelijke dakstructuur van Brunel onaangeroerd tijdens de verbeteringen. De GWR begon in 1880 te experimenteren met de elektrische verlichting, wat ertoe leidde dat Paddington dat jaar werd versierd met kerstverlichting. Hoewel het systeem onbetrouwbaar was, spoorde het de GWR aan tot een ambitieuzer verlichtingsplan in 1886, waarbij met 145V wisselspanning het eindpunt, kantoor en goederenloods alsmede de stations Royal Oak en Westbourne Park kon verlichten. Het werd geprezen om zijn schaal en het aantonen dat elektriciteit kon concurreren met gasverlichting op dezelfde schaal.
Het station werd aanzienlijk vergroot in 1906-1915 toen een vierde overspanning van 33 m werd toegevoegd aan de noordkant, parallel aan de anderen. De nieuwe overspanning is gebouwd in een vergelijkbare stijl als de oorspronkelijke drie overspanningen, maar de detaillering is anders en heeft geen transepten. Het gebied tussen de achterzijde van het hotel en de hal wordt het gazon genoemd. Het lag aanvankelijk braak op een paar zijsporen na, maar werd later bebouwd om deel te worden van de eerste hal van het station. De reizigersaantallen bleven groeien, in maart 1906 werd de goederenloods in Westbourne Park verplaatst naar Old Oak Common. Het belangrijkste vertrekperron werd in 1908 uitgebreid en gebruikt voor melkoverslag en postpakketten. In 1911 begon het werk om materieeluitwisseling te scheiden van reguliere treinen tussen Paddington en Old Oak Common, wat de herbouw van station Westbourne Park inhield. Het werk werd stopgezet vanwege de Eerste Wereldoorlog, maar werd hervat in 1926, om het volgende jaar te worden voltooid. Er zijn drie nieuwe perrons toegevoegd; perron 12 in november 1913, perron 11 in december 1915 en perron 10 het jaar daarop. Het dak werd volledig gereconstrueerd tussen 1922 en 1924, waarbij de originele gietijzeren kolommen van Brunel werden vervangen door stalen replica's.
In tegenstelling tot verschillende andere Londense kopstations, liep Paddington geen schade op tijdens de Eerste Wereldoorlog. Hoewel Victoria en Charing Cross de belangrijkste stations waren voor militaire beweging tijdens de oorlog, werd Paddington gebruikt voor een deel van dit verkeer. Op Wapenstilstandsdag 1922 onthulde burggraaf Churchill een monument voor de, tijdens de Eerste Wereldoorlog, gevallen medewerkers van GWR. Het bronzen gedenkteken, waarop een soldaat een brief voorleest, werd gebeeldhouwd door Charles Sargeant Jagger en staat op perron 1. 

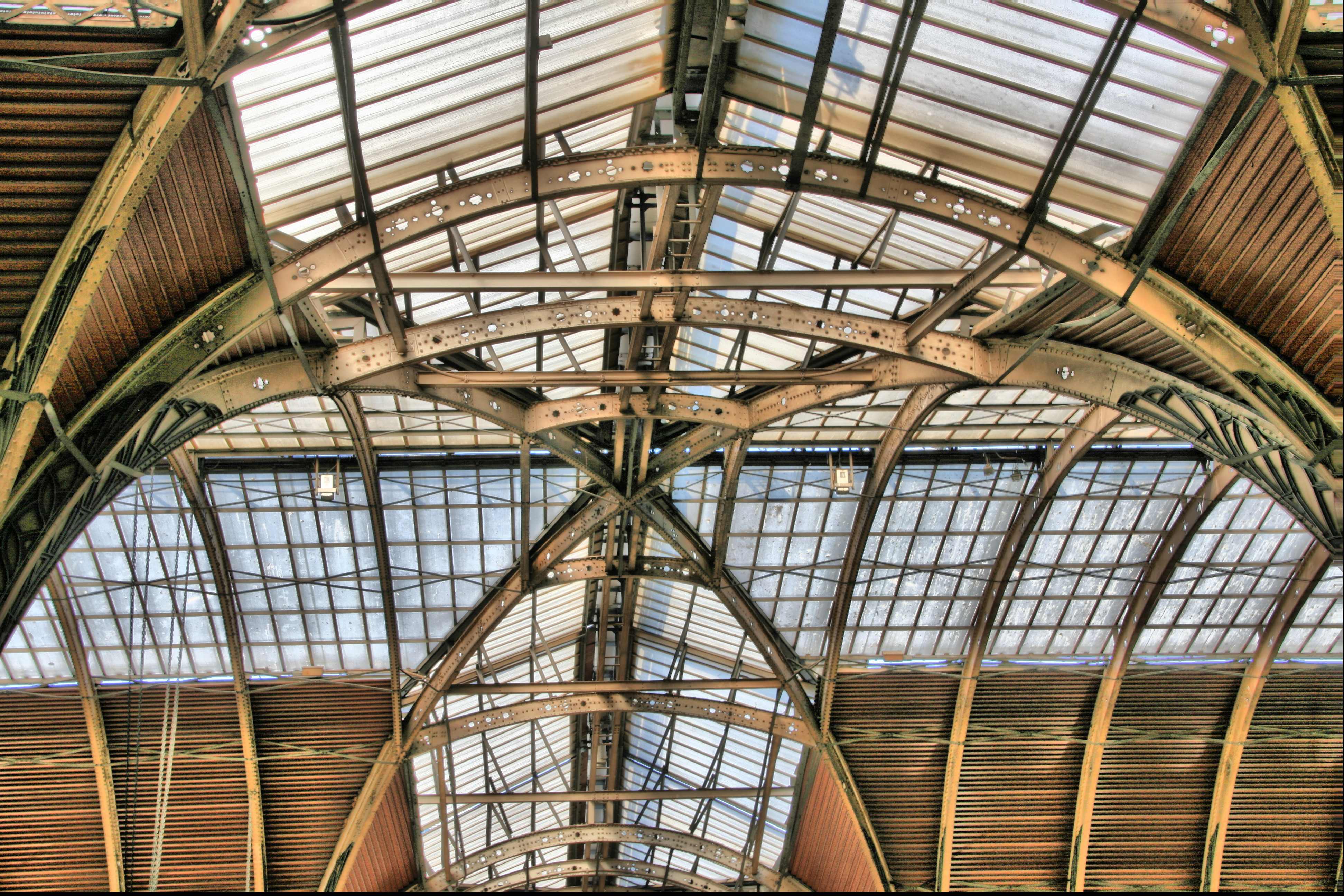
Een van de dwarsschepen tussen de overspanningen.
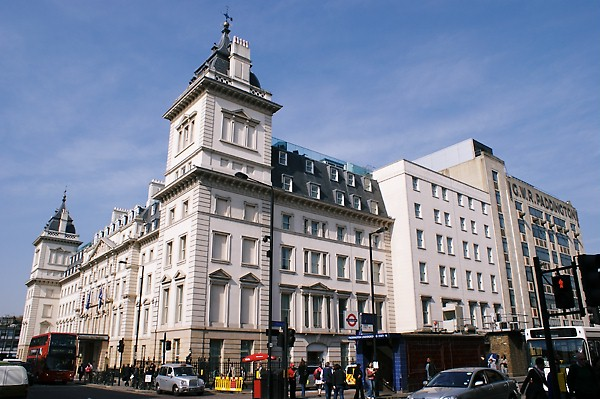
Het hotel aan Praed Street.
Het monument voor de gevallenen onder het GWR personeel.

### Big Four en British Rail
In 1921 werd een spoorwegwet aangenomen om de veelheid aan Britse spoorwegmaatschappijen, waarvan een deel marginaal was, onder te brengen in vier levensvatbare houdstermaatschappijen (Big Four). De GWR was bij de implementatie in 1923 de enige maatschappij die als houdstermaatschappij zelfstandig bleef bestaan. In december 1927 werd een eigen metro voor postvervoer geopend die elke dag ongeveer 10.000 postzakken kon verwerken. De sporen 2 t/m 11 werden tussen 1930 en 1934 verlengd ten noorden van de perronkap tot aan Bishop's Road en in dezelfde periode werd een nieuwe pakketafhandeling gebouwd. De voorstadsdiensten, die in Paddington altijd van onderschikt belang waren, werden uitgebreid toen nieuwe woonwijken in de counties buiten Londen werden opgetrokken. Hiertoe werd station Bishop's Road verbouwd waardoor Paddington vier extra sporen (13 t/m 15) kreeg voor het voorstadsverkeer, tevens kwam er een nieuwe toegang met loket naast de brug over de sporen. In 1936 kreeg het station een omroepinstallatie en tegen die tijd werden ongeveer 22.000 pakketten per dag doorgestuurd vanuit Paddington, waarbij de Royal Mail-service elke dag ongeveer 4.500 postzakken en 2.400 pakketzakken verwerkte.
Het station werd tijdens de Tweede Wereldoorlog verschillende keren aangevallen. Op 17 april 1941 werd de vertrekzijde van het station getroffen door een parachutemijn, terwijl op 22 maart 1944 het dak tussen de perrons 6 en 7 werd verwoest door twee bommen van 500 pond. Het reizigersverkeer via Paddington nam tijdens de oorlog gestaag toe, deels door evacuaties naar de relatief rustige Thames Valley, en omdat vakantiegangers ervoor kozen om naar het westen te reizen omdat grote delen van de zuid- en oostkust waren overgenomen voor militaire doeleinden. Op 29 juli 1944 werd het station drie uur gesloten omdat de perrons overvol raakten, terwijl op de daaropvolgende feestdag in augustus de menigte in strakke rijen langs Eastbourne Terrace in het gareel werd gehouden door bereden politie.
Eind jaren 50 van de 20e eeuw begon de geleidelijke afschaffing van stoomtreinen. De voorstadsdiensten schakelden tussen 1959 en 1961 over op dieseltractie, terwijl de laatste reguliere langeafstandsstoomtrein paddington verliet op 11 juni 1965. In 1967 volgde de herinrichting van het emplacement waarbij het onderscheid tussen aankomst- en vertrekperrons, dat sinds de opening kenmerkend was voor Paddington, werd afgeschaft. Ten zuiden van Royal Oak werd een nieuwe reeks zijsporen gebouwd en de boogstraal naar Paddington werd vergroot. Diensten naar de Midlands werden tijdens de ombouw via Marylebone. De stationshal werd in 1970 vergroot en in hetzelfde jaar werd het loket herbouwd. Tegen die tijd had de publieke opinie zich gekeerd tegen grootschalige sloop en herontwikkeling van stations zoals Euston, en bijgevolg werden de verbouwingen doorgevoerd met behoud van het oorspronkelijke ontwerp van Brunel en Wyatt. In de jaren 1980 werden er weer speciale stoomdiensten vanuit Paddington uitgevoerd. In 1982 werd een bronzen standbeeld van Brunel geplaatst in de perronhal. Het werd gebeeldhouwd door John Doubleday en bekostigd door de Bristol and West Building Society. Tussen 1989 en 1999 werd het gazon opnieuw overdekt en van de hal gescheiden door een glazen schermwand. Het wordt omgeven door winkels en cafés op verschillende niveaus. 

### Privatisering
Net als bij andere grote Britse spoorwegstations is Paddington eigendom van en wordt het beheerd door Network Rail. De treindiensten werden in 1996 geprivatiseerd, aanvankelijk naar Great Western Trains en Thames Trains. Het eerstgenoemde bedrijf werd in 1998 omgedoopt tot First Great Western Western en fuseerde in 2006 met First Great Western Link en Wessex Trains tot de Greater Western-franchise. In 2015 werd de werkmaatschappij omgedoopt tot Great Western Railway. In het midden van de jaren 1990 werden de toeritten van de Great Western Main Line naar het station alsmede de stationssporen geëlektrificeerd als onderdeel van het Heathrow Express-project. De in 1998 geopende spoorverbinding naar de luchthaven verbindt het station rechtstreeks met de luchthaven Heathrow. Van 1999 tot 2003 werden in de Lawn express bagage-incheckfaciliteiten voor vliegtuigpassagiers aangeboden, maar deze werden geleidelijk vervangen door winkelruimtes. De vierde overspanning van het station werd in 2010 gerenoveerd, met inbegrip van reparatie en restauratie van het oorspronkelijke glazen dak, zodat de perrons 9 tot en met 12 weer van daglicht krijgen. Sinds 1996 bestond er een vals plafond of valdek. De werkzaamheden werden voltooid en het gerestaureerde dak werd in juli 2011 onthuld. Een tweede fase van verbeteringen begon in juli 2014 en werd twee jaar later voltooid. Network Rail was oorspronkelijk van plan om overspanning 4 te slopen en er een kantoorgebouw overheen te bouwen, wat met succes werd aangevochten door Save Britain's Heritage. In het midden van de jaren 2010 begon de bouw van het nieuwe Crossrail-station, gelegen ten zuidwesten van het hoofdgebouw van het station. Samenvallend met dit project werd een nieuwe taxistandplaats en ophaalpunt gebouwd ten noorden van het station en werden grote verbeteringen doorgevoerd voor metrostation Paddington. Het station was onderwerp van kritiek door de zeer slechte luchtkwaliteit in de perronhal, maar die werd verbeterd door de vervanging van Intercity 125 dieseltreinen door bi-mode klasse 800 en treinen in de late jaren 2010.

## Ligging en inrichting

Paddington en de omliggende straten op de kaart. Het Paddington (underground) station dat hier is aangegeven, is het zuidelijke metrostation aan Praed Street.
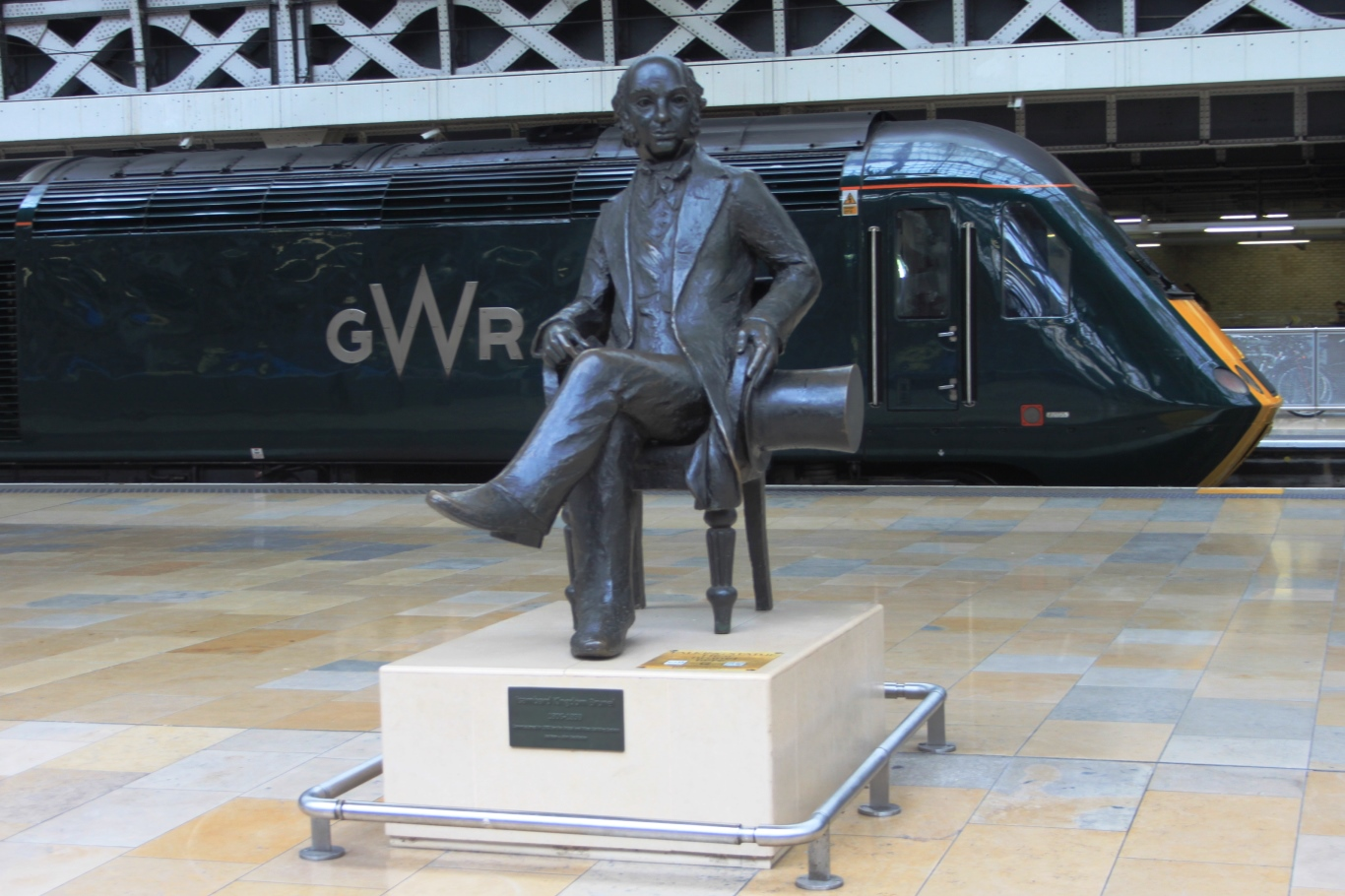
Het standbeeld van Isambard Brunel.
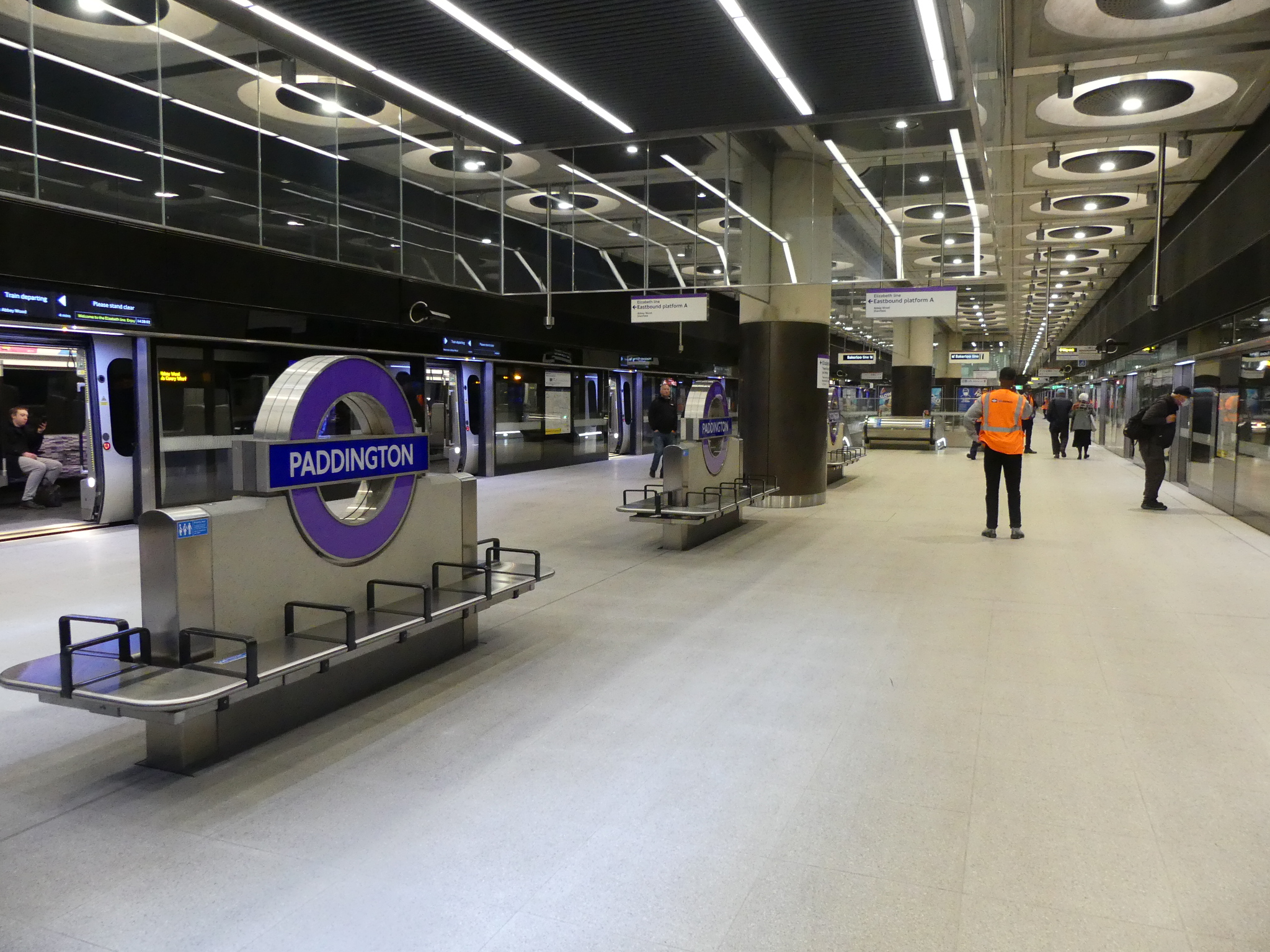
Het perron van de Elizabeth line op 25 mei 2022.

Het station is altijd populair geweest voor passagiers en goederen, met name melk en pakketten. Grote verbouwingen vonden plaats in de jaren 1870, de jaren 1910 en de jaren 1960, allemaal met als doel om extra perrons en ruimte toe te voegen zonder de bestaande diensten en architectuur aan te tasten. De hal strekt zich uit over de koppen van de sporen 1 tot en met 12, onder het Londense uiteinde van de vier perronhallen. Spoor 14 is alleen indirect te bereiken via het noordwestelijke uiteinde van perron 12. Een loopbrug doorkruist het noordwestelijke uiteinde van het station en geeft toegang tot de perrons 1-12 en 14. Er zijn OV-poortjes voor de sporen 2-7 en 10-14. Een eersteklas wachtkamer lounge bij spoor 1 biedt gratis drankjes en WiFi. Het heeft ook schermen met televisienieuws en een bord met vertrektijden. De Heathrow Express gebruikt spoor 7, bij het plaatskaartenkantoor van de Heathrow Express in de buurt hiervan hangen schermen met vluchtinformatie voor vliegtuigpassagiers beschikbaar.

### Bovengronds
Het stationscomplex wordt aan de voorzijde begrensd door Praed Street en aan de achterzijde door Bishop's Bridge Road, die de stationstoeritten kruist op Bishop's Bridge. Aan de westkant van het station ligt Eastbourne Terrace, terwijl de oostkant wordt begrensd door de Paddington-tak van het Grand Union Canal. Het station ligt in een ondiepe sleuf, hetgeen aan de voorzijde wordt verdoezeld door het hotel, maar van de andere drie zijden duidelijk te zien is. Ten noorden van het station ligt de Westway, in het noordoosten ligt Edgware Road en in het oosten en zuidoosten ligt de London Inner Ring Road. De omgeving is gedeeltelijk een woonwijk en omvat het grote St Mary's Hospital, restaurants en hotels. Tot voor kort was er weinig kantoorruimte in het gebied en de meeste forenzen wisselden tussen National Rail en de Londense metro om werkplekken in West End of de City te bereiken. De recente herontwikkeling van vervallen spoorweg- en kanaalterreinen, op de markt gebracht als Paddington Waterside, heeft echter geresulteerd in nieuwe kantoorcomplexen in de buurt. Het metrostation Lancaster Gate aan de Central Line ligt op korte loopafstand naar het zuiden. Iets verder naar het zuiden liggen de samengevoegde parken Hyde Park en Kensington Gardens. Het smalle drukke deel van de inkomende hoofdspoorlijn tussen Ladbroke Grove en Paddington station staat bij sommige ingenieurs bekend als Paddington Throat.
Het station heeft 13 perrons, genummerd 1 tot 12 en 14 van zuidwest naar noordoost (van links naar rechts gezien vanuit de hal). De perrons 1 tot en met 8 liggen onder de oorspronkelijke drie overspanningen van de treinloods van Brunel, de perrons 9 tot en met 12 onder de latere vierde overspanning. Perron 13 werd in december 2016 buiten gebruik gesteld om verlenging van perron 12 voor 10-rijtuigtreinen mogelijk te maken. Paddington kent twee metrostations, een aan de noordkant voor de Circle Line en de Hammersmith & City Line en een aan de zuidkant voor de Bakerloo Line, Circle Line en District Line. Perron 14 bevindt zich in het oude Station Bishop's Road (Suburban) van de Metropolitan Railway in het noordwesten. Direct ernaast liggen de perrons 15 en 16, die worden gebruikt door de Hammersmith &City- en Circle-lijnen van de Londense metro. De huidige exploitant, Great Western Railway, kent nummers toe aan de zakdienstregelingen die het publiceert, en zijn diensten naar Bath, Bristol, Weston-super-Mare en Zuid-Wales staan in dienstregeling nummer 1. 

### Ondergronds
De Elizabeth Line, die is voortgekomen uit het Crossrailproject, is een spoorlijn die in oost-west richting onder de binnenstad van Londen doorloopt. De aanleg begon in 2009 onder andere met perrons bij Paddington aan het westeinde van de tunnel onder de binnenstad. Het is een kuipstation van 23 meter diep en 260 meter lang dat tussen de westgevel van het GWR stationsgebouw en Eastbourne Terrace is gebouwd. Om plaats te maken voor de bouwplaats werd de taxistandplaats verplaatst naar de noordkant van het station en werd Eastbourne Terrace in 2012 voor 2 jaar gesloten. Het kuipstation werd ontworpen door Weston Williamson, met een 90 m lange vrije opening tot het ondergrondse deel, deze opening werd afgedekt met een glazen afdekplaat van 120 x 23 meter. De afdekplaat werd opgesierd met een digitaal gedrukt wolkendek van kunstenaar Spencer Finch. In de plannen van Crossrail uit de jaren 90 van de 20e eeuw was een stationsontwerp van Will Alsop opgenomen op dezelfde plaats en eveneens voorzien van een glazen afdekplaat. Net als alle stations van de Elizabeth line is het van meet af aan rolstoeltoegankelijk door liften en hellingbanen. Onder de bovengrondse kopsporen is een verbindingstunnel tussen de perrons van de Bakerloo line en de Elizabeth line gebouwd. 
Het eilandperron ligt onder in de kuip en is voorzien van perrondeuren zodat de luchtstromen op het perron worden vermeden. De door de treinen verplaatste lucht wordt onder het perron afgevoerd en via luchtkokers op de uiteinden van de kuip afgevoerd. Door de plaatsing van de roltrappen kan het daglicht tot op het perron doordringen. Aan het zuideinde van het perron ligt een overstaptunnel naar de Bakerloo Line zodat ook die voor rolstoelgebruikers toegankelijk is. Boven de perrons ligt een verdeelhal die met liften en roltrappen zowel met de stationshal als de perrons is verbonden. Hoewel er formeel sprake is van een spoorlijn wordt de treindienst, net als de metro, onderhouden door Transport for London. De proefritten begonnen in de laatste week van november 2021 en namen een half jaar in beslag. Op 17 mei 2022 opende Koningin Elizabeth II de naar haar genoemde lijn tijdens een bezoek aan Paddington. Haar zoon Prins Edward reed daarna samen met de directie van Transport for London, premier Johnson en de minister van Verkeer op en neer naar Tottenham Court Road. De reizigersdienst begon op 24 mei 2022 al moeten reizigers tot de opening van Bond Street, in het najaar van 2022, in Paddington overstappen tussen de bovengrondse perrons van het westelijke deel van de lijn en de ondergrondse perrons van het oostelijke deel van de Elizabeth line.

## Reizigersdienst
Paddington is het Londense eindpunt van de langeafstandshogesnelheidstreinen van Great Western Railway. De reizigersdiensten worden voornamelijk onderhouden door Great Western Railway, die het leeuwendeel van de forensen- en regionale passagiersdiensten naar West-Londen en de regio Thames Valley verzorgt, alsmede intercitydiensten over lange afstand naar Zuidwest-Engeland en Zuid-Wales. Het station is het oostelijke eindpunt voor Heathrow Express en Elizabeth line diensten naar Heathrow Airport; en voor Elizabeth line westwaarts naar Reading, en oostwaarts naar Abbey Wood. Het is een van de 11 Londense stations die rechtstreeks door Network Rail worden beheerd. Naar Heathrow bestaan twee treinverbindingen; de Heathrow Express reist non-stop tegen een premium tarief, terwijl Elizabeth Line dezelfde route neemt, maar alle tussenliggende stations aandoet. Paddington is het eindpunt voor voorstedelijke treinen naar West-Londen, Thames Valley, Reading en Didcot, verzorgd door Great Western Railway en de Elizabeth line.
De normale dienstregeling tijdens de daluren omvat:

### Great Western Railway
- 1 trein per uur naar Bedwyn
- 2 treinen per uur naar Bristol Tempel Meads
- 2 treinen per uur naar Cardiff Central waarvan 1 doorrijdt naar Swansea
- 1 trein per uur Cheltenham Spa
- 1 trein per 2 uur naar Exeter St Davids (sommige diensten rijden daar vandaan door naar verschillende bestemmingen in het zuidwesten)
- 1 trein per 2 uur naar Newbury (afgewisseld met de Exeter St Davids Intercity service)
- 2 treinen per uur naar Oxford waarvan 1 doorrijdt naar Great Malvern (sommige diensten uitgebreid naar Hereford)
- 1 trein per uur Plymouth via Exeter St Davids (1 keer per 2 uur verder naar Penzance)
- 2 treinen per uur naar Didcot Parkway (stopdienst met behulp van de hulpsporen)

### Elizabeth lijn
- 2 treinen per uur naar Heathrow Terminal 4
- 2 treinen per uur naar Heathrow Terminal 5
- 2 treinen per uur naar Reading
- 12 treinen per uur naar Abbey Wood (vanaf de ondergrondse sporen)

Vanaf het najaar van 2022 worden alle Elizabeth-lijndiensten omgeleid naar de nieuwe ondergrondse perrons via de Royal Oak Portal ten westen van het station.

### Heathrow-Express
- 4 treinen per uur naar Heathrow Terminal 5

Tot mei 2003 maakte Paddington deel uit van het Virgin CrossCountry-netwerk met diensten naar het noorden van Engeland en Schotland via Oxford en Birmingham New Street. Van juni 2005 tot mei 2018 was Paddington het eindpunt voor Heathrow Connect-diensten. 
Tot december 2018 exploiteerde Chiltern Railways een doordeweekse parlementaire dienst van South Ruislip en naar High Wycombe via de Acton-Northolt-lijn, dit stopte toen de Acton-Northolt-lijn sloot. Toen het eindpunt London Marylebone was gesloten wegens verbouwing, verlegde Chiltern Railways zijn diensten naar London Paddington, net als Wrexham & Shropshire tussen 2008 en 2011.

## Ongevallen en andere incidenten
- Op 9 augustus 1920, botste een reizigerstrein op een stootblok, hierbij raakten twee personen gewond. Het jaar daarop reed een lege stam tegen drie bagagewagens die al op het spoor stonden. Hierbij ontspoorde een rijtuig en werd een bagagewagen verwrongen.
- Op 23 november 1983, ontspoorde een slaaptrein, getrokken door Class 50 locomotief 50 041 Bulwark, toen deze bij de nadering van Paddington met te hoge snelheid een overloopwissel nam, hierbij raakte drie van zeventig reizigers gewond.
- Op 18 februari 1991 ontplofte op Paddington een bom van de Provisional IRA, deze bracht grote schade toe aan het dak. Drie uur daarna werd station Victoria eveneens getroffen door een bom van de IRA, de schade daar was aanzienlijk groter.
- Het zwaarste ongeval bij Paddington was de Ladbroke Grove rail crash (ook bekend als Paddington rail crash). Op 5 oktober 1999 reed een stoptrein van Thames Train, onderweg van Paddington naar Bedwyn door rood en botste op een tegemoetkomende sneltrein van Great Western. De beide machinisten alsmede 29 reizigers kwamen om het leven en er vielen 400 gewonden.
- Op 25 mei 2014 ontspoorde de middelste bak van een leeg treinstel Class 360 toen het spoor 3 binnenreed als gevolg van foutief onderhoud.
- Op 16 juni 2016 reed een treinstel Class 165 door rood en ontspoorde op een opstel spoor. Hierdoor werd het treinverkeer flink ontregeld en ontstond schade aan de infrastructuur.
- Op 20 augustus 2017 ontspoorde Class 43, 43188, bij vertrek van de trein van 11:57 naar Penzance van spoor 2 toen de achterste motorkop vervormde.

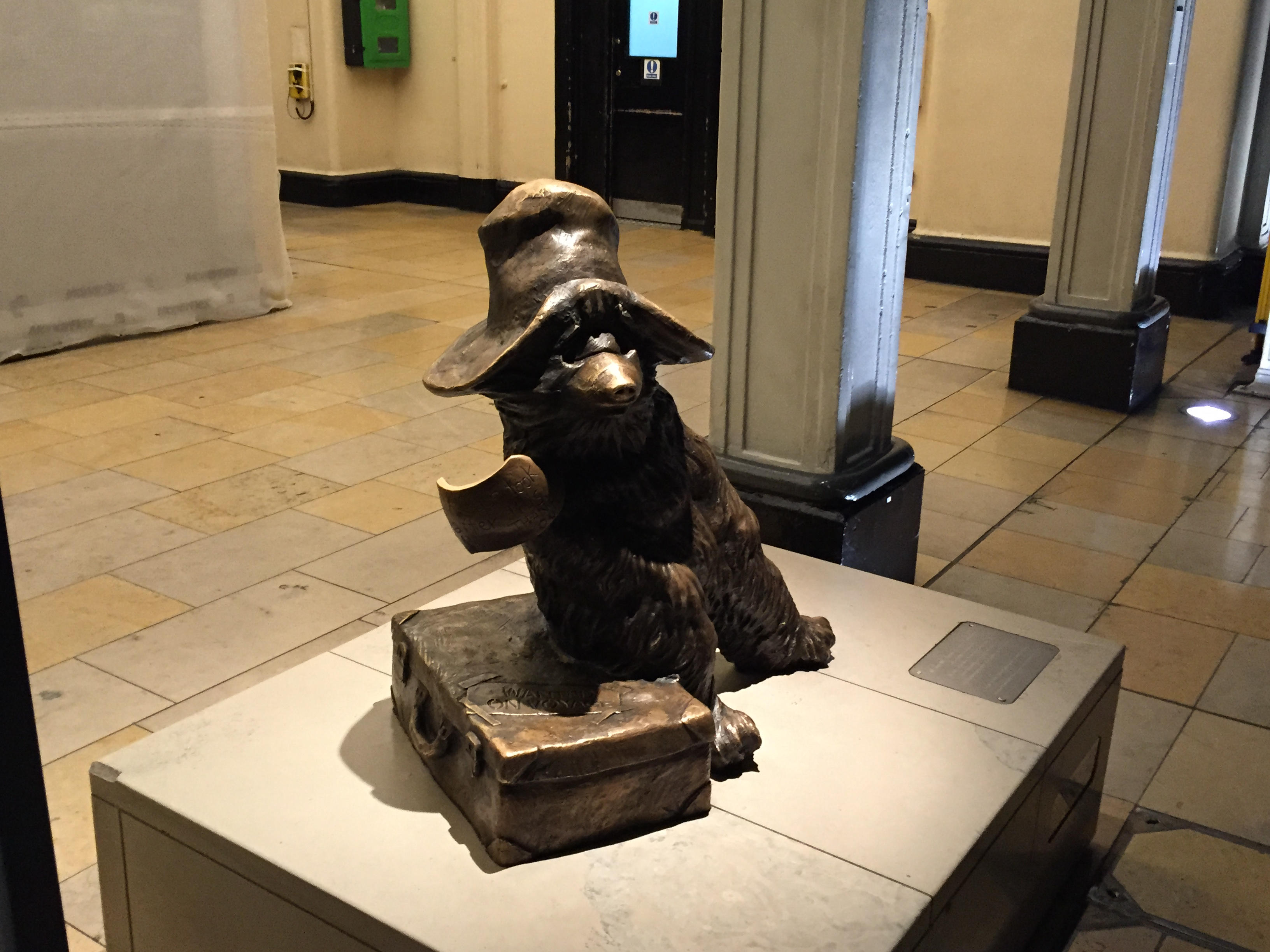
Het beeld van beertje Paddington.
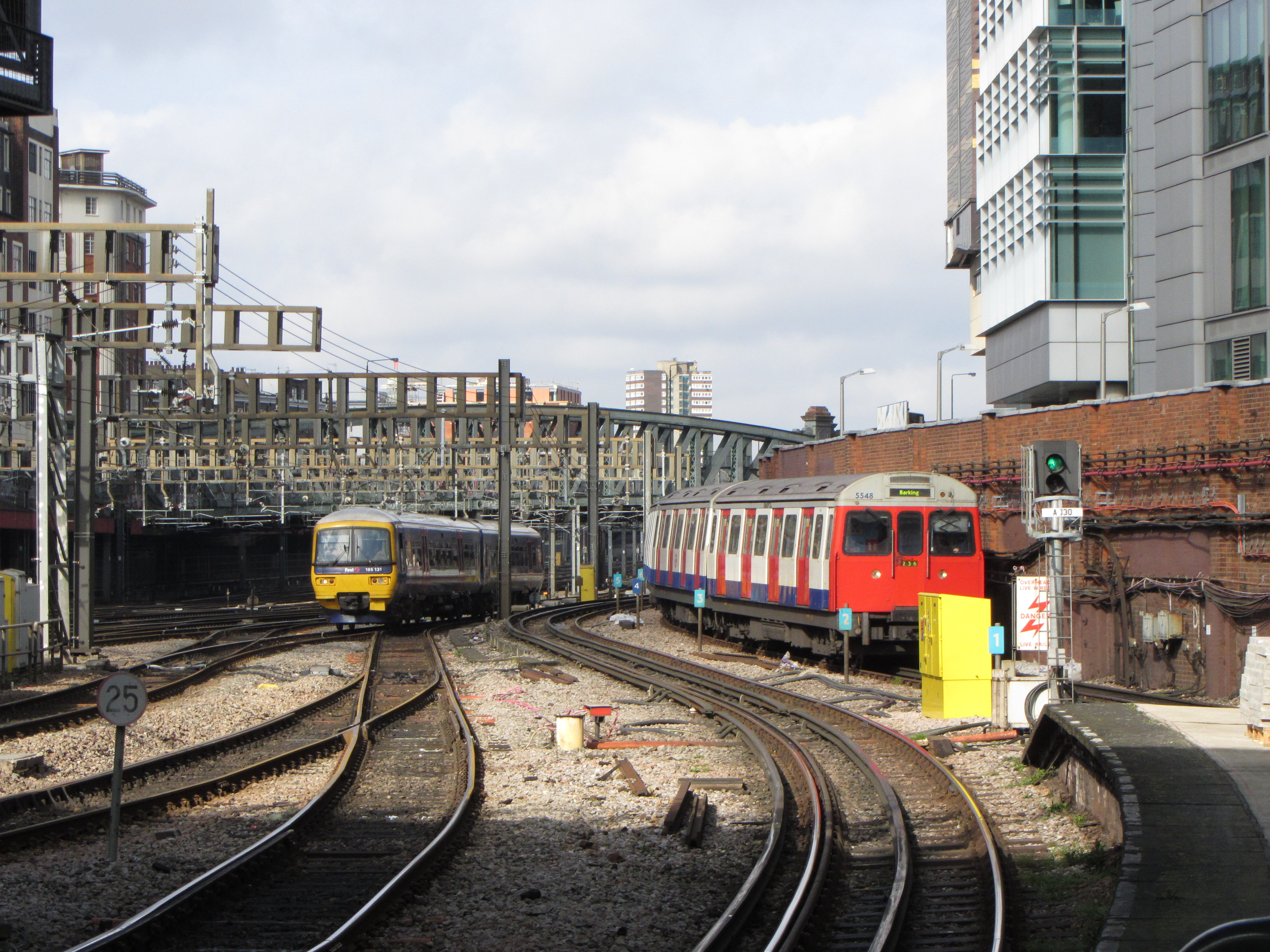
De sporen ten noorden van het station.
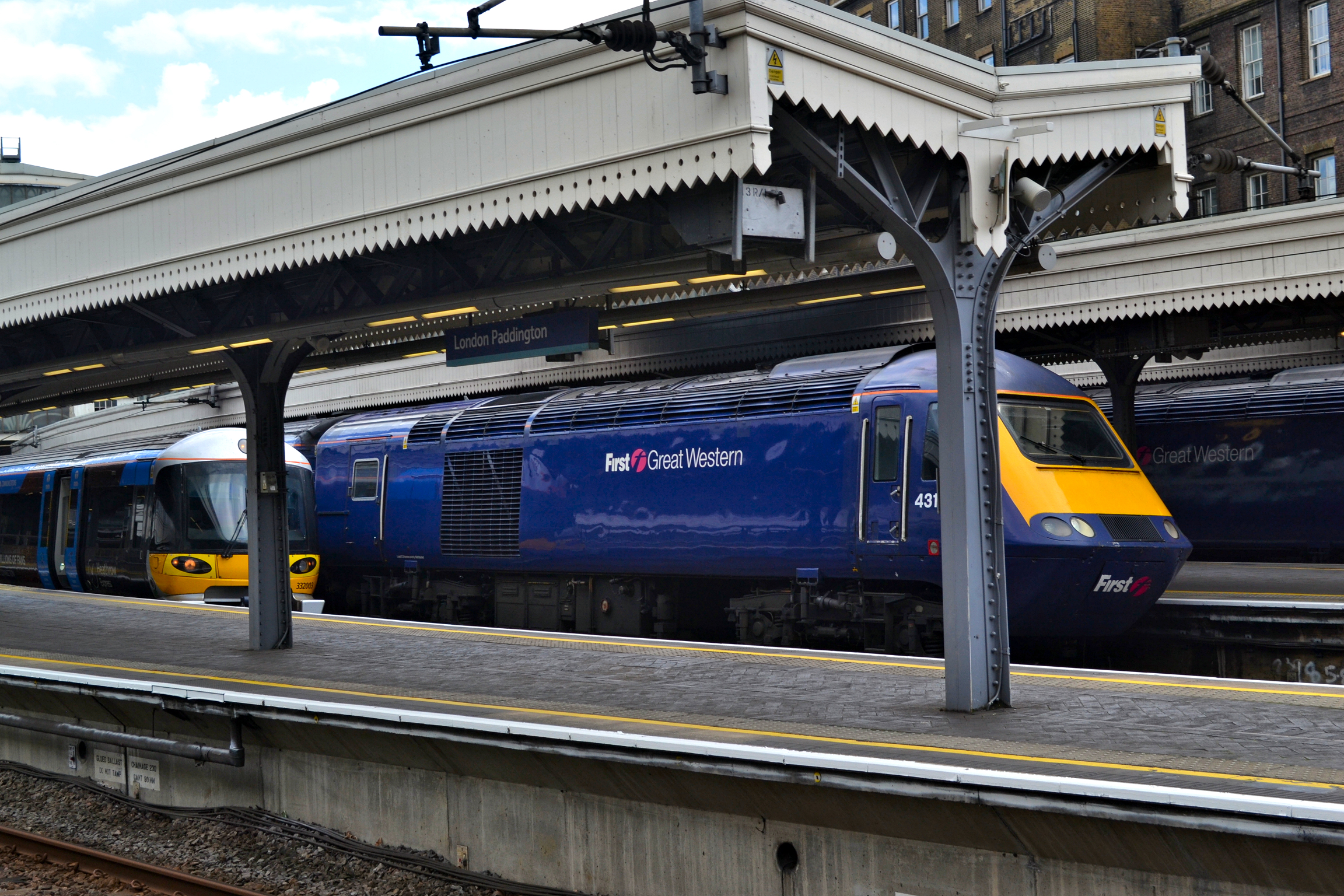
De Heathrow express en de Intercity 125 langs de perrons.

## In (populaire) cultuur
- De kinderboekenfiguur Beertje Paddington werd naar dit station genoemd. In de boeken van Michael Bond wordt hij gevonden op het station nadat hij uit de afgelegen gebieden van Peru was gekomen. Op zijn jas hing een briefje "please look after this bear, thank you". Marcus Cornish hieuw een beeld van Paddington aan de hand van de oorspronkelijke tekeningen van Peggy Fortnum. Dit beeld is geplaatst onder de klok op het eerste perron.
- In vele populaire fictieboeken wordt verwezen naar station Paddington. Het station wordt ook genoemd in meerdere boeken uit de serie over Sherlock Holmes van Arthur Conan Doyle; In The Hound of the Baskervilles vertrekken Watson en zijn medereizigers Dr. Mortimer en Sir Henry Baskerville vanaf Paddington naar Dartmoor, terwijl in The Boscombe Valley Mystery Holmes en Watson met de trein vanaf Paddington vertrekken naar Boscombe Valley in de buurt van Ross-on-Wye, Herefordshire.
- Het mysterie 4.50 From Paddington uit 1957 van Agatha Christie begint met een moord die gezien wordt door een reiziger in de trein uit Paddington.
- Het boek The Eight Famous Engines uit de reeks The Railway Series bevat een verhaal over Gordon, Duck en een buitenlandse locomotief die discussiëren over welk station "London" is. Duck zegt dat hij op Paddington reed en hij daarom weet dat dat het belangrijkste is. Gordon meent echter dat het St. Pancras is.
- In het boek The Horn of Mortal Danger uit 1980 bestaat er een fictief metrostation Paddington op het North London System.
- Paddington station was het onderwerp van het schilderij The Railway station van William Powell Frith uit 1862. Het portret trok 21.000 bezoekers die elk een schilling betaalden in de eerste zeven weken dat het tentoongesteld werd. Het schilderij is nu in bezit van Royal Holloway College.
- Supertramp, een popband die vooral in de jaren 70 en 80 van de 20e eeuw bekend was,  gebruikte Paddington om treingeluiden op te nemen als achtergrond bij het lied "Rudy" op het album Crime of the Century uit 1974.
- Channel 5 heeft een documentaireserie over Paddington onder de naam Paddington Station 24/7.

## Underground
De GWR was zich ervan bewust dat Paddington ruim buiten de binnenstad lag en gaf daarom in 1854 £175,000 (£17.475.000 prijspeil 2021) aan de North Metropolitan Railway met het doel om Paddington met het centrum te verbinden. Als gevolg hiervan werd Paddington het oorspronkelijke westelijke eindpunt van de lijn, de eerste metro ter wereld, die op 1 januari 1863 werd geopend. Door een zijtak van de Metropolitan Railway vanaf Praed Street en een metrostation aldaar werd Paddington verbonden met de zuid oever van de Theems. Op 1 oktober 1868 kwam ook een verbinding met Gloucester Road tot stand. Vlak voor de Eerste Wereldoorlog bereikte ook de Baker Street and Waterloo Railway, de latere Bakerloo line Paddington op 1 december 1913. Deze perrons werden verbonden met station Praed Street, van de Metropolitan Railway.

## Spoorwegband
Paddington is de thuisbasis van de Great Western Railway Paddington Band, de laatste spoorwegband in Engeland. De band heeft uitvoering op vrijdagavond op de hoofdhal. In 1997 probeerde Railtrack tevergeefs de band uit het station te werken, onder verwijzing naar een gebrek aan ruimte terwijl het station werd verbouwd om de Heathrow Express onder te brengen.
- Gemeinsame Normdatei: 7558337-9
- Library of Congress Control Number: sh85096546
- Nationale Bibliotheek van Israël: 987007282121605171
- Virtual International Authority File: 230801538
- WorldCat: E39PBJgd8R68mMBqFdPypP7j4q